# Ибн Абу аль-Хадид
Ибн Абу́ аль-Хади́д (араб. ابن أبي الحديد‎, 1190, Ктесифон — 1258, Багдад) — представитель мутазилизма, знаток литературы.

## Биография
Его полное имя: Изз ад-Дин Абу Хамид Абд аль-Хамид ибн Хибатуллах ибн Мухаммад ибн аль-Хусейн ибн Абу аль-Хадид аль-Мадаини (араб. عز الدين أبو حامد عبد الحميد بن هبة الله بن محمد بن الحسين بن أبي الحديد المدائني‎). Родился в городе Мадаин (Ктесифон), затем перебрался в Багдад. Служил в государственной канцелярии, был приближенным визиря Муайяд ад-Дина аль-Альками. В плане вероубеждения был мутазилитом, а в вопросах фикха следовал усулитам. Скончался в 656 году по мусульманскому календарю (1258 год) в Багдаде.
Ибн Абу аль-Хадид является автором нескольких трудов:
- «Толкование Пути Красноречия» (араб. شرح نهج البلاغة‎) — комментарий к «Нахдж аль-Балага» Шерифа Рази.
- «аль-Фульк ад-даир ’аля аль-масаль ас-саир» (араб. الفلك الدائر على المثل السائر‎).
- «Назм фасих Са’лаб» (араб. نظم فصيح ثعلب‎).
- «аль-Касаид ас-Саб’ аль-’Алавият» (араб. القصائد السبع العلويات‎).
- «аль-’Абкари аль-Хассан» (араб. العبقري الحسان‎).
- «Шарх аль-аят аль-байинат ли-ль-Фахр ар-Рази» (араб. شرح الآيات البينات للفخر الرازي‎).
- Сборник стихов.